# Ann Vervoort
Pour les articles homonymes, voir Vervoort.
Ann Vervoort, née le 10 mars 1977 et morte le 22 avril 2010 à Houthalen-Helchteren, est une  danseuse et chanteuse belge.

## Biographie
Ann Vervoort commence comme danseuse avec Pat Krimson et devient plus tard membre du groupe Milk Inc. en 1997 quand celui-ci commence à avoir du succès. Elle quitte le groupe en 2000 pour aller vivre avec son partenaire Pat Krimson à Ibiza. Elle retourne en 2005 en Belgique après la rupture de son ami.
Ann Vervoort est retrouvée morte le vendredi 23 avril 2010 au domicile du couple. À la grande surprise de ses parents, l'usage de drogue semble être une des causes probables du décès. En effet, l'autopsie confirmerait qu'Ann serait morte d'étouffement dans son propre vomi, à la suite d'ingestion d'un mélange d'alcool et de drogue. Robby Fumarola, son ami au moment du drame, aurait indiqué qu'effectivement sa compagne aurait bu trois Whisky-coca et pris un somnifère le jeudi soir précédant sa découverte.
Robby Fumarola, est arrêté dès le lundi suivant la mort de Vervoort ; arrestation conduite par le parquet de Hasselt, qualifiant de « suspecte » la mort de la défunte. Téléphone et ordinateur portables sont saisis par la justice. Robby Fumarola n'est donc pas autorisé à être présent lors des obsèques qui ont lieu le 6 mai 2010.